# Commissaire de justice
Ne doit pas être confondu avec Commissaire de police.
En France, un commissaire de justice est une profession créée le 1er juillet 2022, résultant de la fusion des métiers d'huissier de justice et du volet judiciaire du métier de commissaire-priseur. Le commissaire de justice est un officier public et ministériel nommé par le ministre de la Justice.

## Historique
La loi pour la croissance, l'activité et l'égalité des chances économiques du 6 août 2015 dite « loi Macron » autorise le Gouvernement à prendre par ordonnance, les mesures pour créer « une profession de commissaire de justice regroupant la profession d'huissier de justice à la partie judiciaire du métier de commissaire-priseur, de façon progressive jusqu'en juillet 2026.
L’ordonnance qui crée les Commissaires de Justice est publié au Journal Officiel le 3 juin 2016,, et les décrets d'application le sont les 12 décembre 2021 pour les compétences et le 28 avril 2022 pour l'organisation de la nouvelle profession.
Cette ordonnance aurait dû être ratifiée par une Loi, conformément aux exigences de l'article 38 de la constitution, ce qui n'a pas été le cas.
Cependant, il a été fait application en l'espèce d'une jurisprudence du Conseil constitutionnel (Décision n°2020-843 QPC du 28 mai 2020 ) qui admet que, passé le délai prévu par la loi d’habilitation, les dispositions de l’ordonnance ont une valeur législative, même non ratifiées.
La création de cette nouvelle profession s'opère en trois étapes :
- Étape 1 (janvier 2019) : création de la Chambre nationale des commissaires de justice qui remplace la Chambre nationale des huissiers de justice et la Chambre nationale des commissaires-priseurs judiciaires[7],[8].
- Étape 2 (1er juillet 2022) : « naissance » des premiers commissaires de justice, nommés par le ministre de la Justice.
- Étape 3 (1er juillet 2026) : les Huissier et Commissaire-priseur judiciaire, n’ayant pas suivi la formation obligatoire (dite « formation passerelle ») de Commissaire de justice, ne pourront plus se prévaloir de ces titres à compter de cette date[9].

Cette nouvelle profession doit prendre en considération les règles de déontologie, les incompatibilités et les risques de conflits d'intérêts propres à l'exercice des missions de chaque profession concernée, ainsi que les exigences de qualification particulières à chacune de ces professions. ».

## Formation
Le métier de commissaire de justice est accessible aux personnes ayant fait des études de droit, notamment après avoir validé un Master 1 en droit. L'étudiant devra s'inscrire à une formation au métier dans un DFS (département de formation des stagiaires) de la Chambre des Huissiers. Les inscriptions à l'examen se déroulent généralement à la rentrée scolaire, début septembre, sur le site de l'Institut national de formation des commissaires de justice (INCJ).